# Andreas Gau
Andreas Gau (* 2. November 1800 in Flerzheim bei Rheinbach; † 5. November 1862 in Aachen) war ein katholischer Theologe, Dozent und Subregens im Priesterseminar des Erzbistums Köln, Stiftherr an der Stiftskirche zu Aachen.

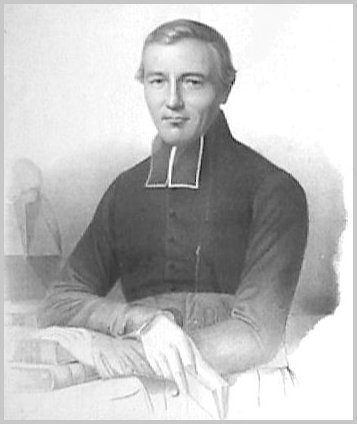
Andreas Gau, zeitgenössische Lithographie. Gemalt von J. Weber, gedruckt bei J. C. Baum, Cöln, auf Stein gezeichnet von J. C. Baum.

## Reformbestrebungen im Erzbistum Köln
Im Jahre 1820 nahm der zwanzigjährige Andreas Gau nach dem Besuch des Gymnasiums das Studium der katholischen Theologie an der Rheinischen Friedrich-Wilhelms-Universität in Bonn auf. Dogmatik hörte er bei Georg Hermes, der soeben auf Veranlassung des designierten Kölner Erzbischofs von Spiegel dorthin berufen worden war und auf die Studenten eine ungeheure Anziehungskraft ausübte.
Nach Abschluss der Universitätsstudien besuchte Gau 1823 das Priesterseminar in Köln. Er gab während dieser Zeit an beiden Gymnasien in Köln Unterricht in Hebräisch. Am 29. Mai 1825 empfing er in Münster die Priesterweihe. Seine erste Bestimmung erhielt er als Religionslehrer am Karmeliter-Gymnasium in Köln. Am Jesuiten-Gymnasium gab er weiterhin Hebräisch-Unterricht, den er anfangs auch noch als Dozent des Priesterseminars beibehielt.
Auf Vorschlag von Hermes wurde Gau 1827 zum Dozenten am Kölner Priesterseminar berufen, das soeben im ehemaligen Jesuitenkollegium an der Marzellenstraße neu eröffnet worden war. Hier sollte Gau für nahezu 25 Jahre ein segensreiches Schaffensfeld finden. Die Dozenten hießen offiziell Repetenten, um gegenüber der preußischen Regierung die Tatsache zu verschleiern, dass hier eine theologische Lehranstalt im Aufbau begriffen war. Erst später wurde der Professorentitel eingeführt.
Im Priesterseminar gab Gau Vorlesungen in Moraltheologie und Liturgik und leitete die zugehörigen wissenschaftlichen Abhandlungen und Disputationen. Zum Unterrichtsstoff gehörten außerdem Vorlesungen über Rubriken sowie Übungen im Kirchenritus. Einige Vorlesungsthemen hat Gau in seinen Veröffentlichungen festgehalten.
Vor allem wegen seiner bemerkenswerten Fähigkeiten im Fach Liturgik wurde Gau 1831 zum Subregenten des Priesterseminars berufen. Er war einer der sehr wenigen, die damals wissenschaftliche Liturgie betrieben haben, wie der Kirchenhistoriker Heinrich Schrörs feststellt.
1832 ist Andreas Gau von der katholisch-theologischen Fakultät der Julius-Maximilians-Universität Würzburg zum Doktor der Theologie promoviert worden. Seine Dissertation „De valore manuum impositionis atque unctionis in sacramento confirmationis“ behandelt in 21 Kapiteln die Bedeutung der liturgischen Handlungen bei der Spende des Firmsakramentes unter historisch-dogmatischer Sicht.
Durch Gaus Wirken ist in der Erzdiözese Köln eine ganze Generation von Priestern geprägt worden. Der spätere Bischof Konrad Martin blickt in seinen Memoiren dankbar auf das Priesterseminar zurück, das er in den Jahren 1835/36 durchlaufen hatte. Zu Andreas Gau bemerkt er: „Mehr Beifall fanden die Vorträge vom damaligen Subregens Gau, welcher das Fach der Liturgik besorgte. Er stellte (...) das Wesentliche klar und übersichtlich zusammen und trug, wenn er sich auch des Geschriebenen bediente, mit mehr Unbefangenheit und Freiheit, auch mit einem ziemlich angenehmen Organe vor. Außerdem übte er täglich mit den Zöglingen des Seminars den Ritus ein und gab ihnen allabendlich die Punkte der Betrachtung für den anderen Morgen an.“
Gau wurde vielfach zu den Hermesianern gezählt. Während sich die eigentliche Lehre von Hermes im dogmatischen Bereich abspielte, entwickelte sich der Hermesianismus zu einer allgemeinen Geisteshaltung, die es unternahm, Gedanken aus der Aufklärungsperiode in die neue Zeit hinüberzuretten und zu entfalten. Dahin gehört die Behandlung der Theologie mit wissenschaftlicher Methodik und eine klare und gründliche Ausbildung des Klerus in den Glaubenswahrheiten. Im Kampf gegen träge Rückständigkeit und ängstliches Sichabschließen traditioneller Kreise waren sie voll Eifer, dem Katholizismus Ansehen gegen eine feindlich eingestellte Wissenschaft zu verschaffen und Religiosität einen höheren Stellenwert in der Gesellschaft zu verleihen.
Nach Hermes’ Tod im Jahre 1831 wurde seine Schule von zahlreichen namhaften Theologen fortgeführt. In der Zeitschrift für Philosophie und katholische Theologie, die ab 1832 als Alternative zu den bestehenden katholischen Fachblättern herausgegeben wurde und bis 1852 der fortschrittlichen Richtung der Theologie und der hermesianischen Schule als Organ diente, war Gau von Anfang an ständiger Mitarbeiter.

## Die Restauration des 19. Jahrhunderts
Unter den Nachfolgern von Erzbischof Spiegel änderte sich das fortschrittliche geistige Klima im Erzbistum Köln ins Gegenteil, einhergehend mit den Restaurationsbestrebungen in der römischen Kurie. Die aus konservativen Kreisen des Diözesanklerus angeregte römische Untersuchung der Schriften von Hermes endete 1835 mit deren Indizierung als glaubensschädliche Lehre. Damit sollte die gesamte hermesianische Geisteshaltung getroffen werden.
Zu den Hermesianern zählten nicht zuletzt die Lehrkräfte des Priesterseminars. Nach seinem Amtsantritt versuchte Erzbischof Droste zu Vischering dem Seminar eine neue Ausrichtung im Sinne der traditionellen Vorstellungen zu geben. Doch statt seine Absichten offenzulegen und in geeigneten Schritten zu verwirklichen, mied er Begegnung und Auseinandersetzung mit den Betroffenen, förderte vielmehr ein Denunziantentum und verfügte ohne Angaben von Gründen zeitweilig ein Vorlesungsverbot. Seinem späteren Nachfolger gab Droste 1842 ein schlechtes Zeugnis über das Seminarkollegium. Schrörs weist in seinen Untersuchungen dieses Urteil zurück und bemerkt weiterhin: „Was hier über Gau berichtet wird, ist nicht gerecht. Dieser Mann, in dessen Hand die aszetische Bildung lag, hatte nie etwas Hermesianisches in seinen Schriften vorgetragen, gab sich, wie seine später veröffentlichten Erbauungsvorträge im Seminar zeigen, ernstliche und im kirchlichen Geiste gehaltene Mühe und stand in hoher Achtung.“
Nach dem Ausbruch der Kölner Wirren erschienen aus allen Richtungen Streitschriften zu dem kirchenpolitischen Konflikt. Von der konservativen Seite wurden die Hermesianer neben dem Kölner Domkapitel als Hauptschuldige am Ausbruch des Konflikts hingestellt. Eine von dem römischen Jesuiten Perrone herausgegebene, in weiten Teilen fälschliche, Darstellung des Hermesianismus veranlasste eine Verteidigungsschrift des Priesterseminars, den sogenannten „Anti-Perrone“. Sie war von Andreas Gau verfasst und wies Perrones Darstellung „in ausführlicher Untersuchung und in überzeugender Weise als unhaltbar“ zurück.
Auch mit einem Deutschkatholizismus wurden die Hermesianer in Zusammenhang gebracht. Dazu sondierte der Kölner Landrat und berichtete an das preußische Innenministerium unter Berufung auf Gau, dass die Hermesianer sich eher dem konservativen Lager anschließen würden als einer Trennung von Rom zuzustimmen.
Obwohl die antihermesianischen Kräfte die Ersetzung aller Lehrkräfte aus dem Priesterseminar forderten, begnügte sich Erzbischof von Geissel nach seiner Amtsübernahme 1842 vorerst mit einer unbedingten Unterwerfungserklärung. Gau hat jedoch nie das Vertrauen Geissels zu gewinnen vermocht, auch wenn seine Loyalität ihm gegenüber nicht zu bezweifeln gewesen ist. 1850 wurde Gau aus seinem Amt entlassen und als Kanoniker an die Stiftskirche zu Aachen, dem heutigen Aachener Dom, versetzt. Das Amt des Subregenten wurde erst 1863, nach Gaus Tod, neu besetzt, da der von Geissel ausgewählte Kandidat die Annahme der Stelle aus Gewissensgründen abgelehnt hat.
Die gegen die Hermesianer auch persönlich immer stärker einsetzende Reaktion hat Gau von weiteren wissenschaftlichen Arbeiten abgehalten. 1852 ließ er sich zum Abgeordneten der zweiten preußischen Kammer für seinen heimatlichen Wahlkreis Bonn-Rheinbach wählen und wurde Mitglied bei der Katholischen Fraktion, einem Vorläufer der Deutschen Zentrumspartei. Von der preußischen Regierung wurde Gau 1852 für eine frei gewordene Stelle im Kölner Domkapitel nominiert. Doch das notwendige Idoneitätszeugnis wurde ihm vom Erzbischof Geissel verweigert, so dass die Stelle bis nach Gaus Tod unbesetzt blieb. Am 5. November 1862 ist Andreas Gau in Aachen nach kurzer Krankheit im Alter von 62 Jahren verstorben.

## Veröffentlichungen
- Historisch-dogmatische Untersuchungen über die Natur des Meßopfers, oder Beantwortung der Frage: in wie fern die Messe ein Opfer sey. Verlag Du Mont-Schauberg, Köln 1830, 45 Seiten.
- De valore manuum impositionis atque unctionis in sacramento confirmationis. Dissertatione historico-dogmatica. Verlag Du Mont-Schauberg, Köln 1832, 90 Seiten.
- Preces quotidianae in usum Seminarii Archiepiscopalis Coloniensis omniumque clericorum et sacerdotum. Verlag Du Mont-Schauberg, Köln 1839, 270 Seiten; 2. erweiterte Auflage 1851, 306 Seiten.
- Über den Ursprung und die Bedeutung der Festtage der Heiligen. In: Zeitschrift für Philosophie und kath. Theologie. Bonn, VII, 98–123; VIII, 52–62.
- Anti-Perrone oder aktenmäßige Rechtfertigung des erzbischöflichen Klerikalseminars zu Köln gegen die Beschuldigungen des P. Perrone zu Rom und dessen Verteidiger. Nebst einer Nachschrift an Dr. Benkert zu Würzburg. Verlag Eisen, Köln 1840.
- Ascetische Vorträge, gehalten im Erzbischöflichen Clerical-Seminar zu Köln. Verlag Du Mont-Schauberg, Köln 1851, 345 Seiten.
- Betrachtungen über die christlichen Sittenlehren und über die Festtage des Kirchenjahres. Kurze Betrachtungen zum Privatgebrauch, 2 Bände. Verlag Hurtes, Schaffhausen 1852, 334 Seiten.
- Bemerkungen und unmaßgebliche Vorschläge, die innere Einrichtung des Erzbischöflichen Seminars zu Köln betreffend. Manuskript.